# Trogloglanis pattersoni
Trogloglanis pattersoni és una espècie de peix d'aigua dolça de la família dels ictalúrids i de l'ordre dels siluriformes present en 5 pous artesians prop de San Antonio (Texas)
Els mascles poden assolir 10,4 cm de longitud total.